# Джентрі (округ, Міссурі)
Шаблон:StateAbbr_ 40°13′ пн. ш. 94°25′ зх. д. / 40.22° пн. ш. 94.41° зх. д.
Округ  Джентрі (англ. Gentry County) — округ (графство) у штаті Міссурі, США. Ідентифікатор округу 29075.

## Історія
Округ утворений 1841 року.

## Демографія
За даними перепису 
2000 року 
загальне населення округу становило 6861 осіб, усе сільське.
Серед мешканців округу чоловіків було 3345, а жінок — 3516. В окрузі було 2747 домогосподарств, 1884 родин, які мешкали в 3214 будинках.
Середній розмір родини становив 3.
Віковий розподіл населення поданий у таблиці:
| Стать    | До 15 років | 15-21 | 22-29 | 30-39 | 40-49 | 50-65 | 65-85 | Понад 85 |
| -------- | ----------- | ----- | ----- | ----- | ----- | ----- | ----- | -------- |
| Чоловіки | 753         | 351   | 246   | 415   | 469   | 509   | 534   | 68       |
| Жінки    | 694         | 289   | 236   | 429   | 450   | 535   | 694   | 189      |

## Суміжні округи
- Ворт — північ
- Гаррісон — схід
- Девісс — південний схід
- Декальб — південь
- Ендрю — південний захід
- Нодавей — захід

## Виноски
1. ↑  U.S. Decennial Census. United States Census Bureau. Архів оригіналу за 26 квітня 2015. Процитовано 15 листопада 2014.
2. ↑  Historical Census Browser. University of Virginia Library. Архів оригіналу за 11 серпня 2012. Процитовано 15 листопада 2014.
3. ↑  Population of Counties by Decennial Census: 1900 to 1990. United States Census Bureau. Архів оригіналу за 3 грудня 2014. Процитовано 15 листопада 2014.
4. ↑  Census 2000 PHC-T-4. Ranking Tables for Counties: 1990 and 2000 (PDF). United States Census Bureau. Архів оригіналу (PDF) за 18 грудня 2014. Процитовано 15 листопада 2014.
5. ↑  State & County QuickFacts. United States Census Bureau. Архів оригіналу за 7 червня 2011. Процитовано 8 вересня 2013.(англ.) Наведено за англійською вікіпедією.
6. ↑  American FactFinder. Бюро перепису населення США. Архів оригіналу за 21 травня 2008. Процитовано 31 січня 2008.

| США | Це незавершена стаття з географії США. Ви можете допомогти проєкту, виправивши або дописавши її. |